# Nine on a Ten Scale
Nine on a Ten Scale je debutové sólové studiové album amerického hard rockového zpěváka Sammy Hagara, pozdějšího člena Van Halen. Album vyšlo v květnu roku 1976 u Capitol Records.

## Seznam skladeb
| Pořadí | Název                         | Autor                    | Délka |
| ------ | ----------------------------- | ------------------------ | ----- |
| 1.     | Keep On Rockin'               | John Carter, Sammy Hagar | 2:50  |
| 2.     | Urban Guerilla                | Carter, Hagar            | 2:52  |
| 3.     | Flamingos Fly                 | Van Morrison             | 4:30  |
| 4.     | China                         | Bob Welch                | 3:07  |
| 5.     | Silver Lights                 | Hagar                    | 5:38  |
| 6.     | All American                  | Hagar                    | 3:53  |
| 7.     | Confession (Please Come Back) | Ronald Nagle             | 3:17  |
| 8.     | Young Girl Blues              | Donovan                  | 7:50  |
| 9.     | Rock 'n' Roll Romeo           | Carter, Hagar            | 3:47  |

## Personnel
- Sammy Hagar – zpěv, kytara
- Bill Church – baskytara
- Scott Quick – kytara
- John Blakely – kytara
- Alan Fitzgerald – klávesy
- Joe Crane – klávesy
- Stan – klávesy
- Wizard – klávesy
- Aynsley Dunbar – bicí
- Jim Hodder – bicí
- Jerry Shirley – bicí
- Dallas Taylor – bicí
- Venetta Fields – doprovodný zpěv
- Maxayn Lewis – doprovodný zpěv
- Sherlie Matthews – doprovodný zpěv
- Bob Welch – doprovodný zpěv
- Greg Adams – rohy
- Emilio Castillo – rohy
- Mic Gillette – rohy
- Steve Kupka – rohy
- Lenny Pickett – rohy